# Anasuja
Anasuja – (dewanagari अनसूया, trl. anasūyā, tłum. wolna od zazdrości; an=nie asuja=zazdrość lub zawiść), jedna z dziewięciu córek Kardamy muniego (dewanagari कर्दम, trl. kārdama) oraz jego żony Dewahuti (dewanagari देवहूति, trl. devahūti ang. Devahuti). Jej bratem i nauczycielem był ryszi Kapila (dewanagari कपिल, trl. kāpila). Za zgodą swoich rodziców poślubiła brahmarsziego Atri.
Była wcieleniem doskonałości i cnoty, absolutnie nieskazitelna, tak jak jej imię. Nie było w niej nawet najmniejszego śladu zazdrości czy zawiści i miała w sobie bezgraniczną matczyną miłość dla wszystkich. Była bardzo pobożna i zawsze praktykował wyrzeczenia i poświęcenie. Jest najbardziej szanowaną i uznawaną za najlepszą wśród Pati-Wratas (kobiety, których oddanie dla ich mężów jest nieskazitelne i w oczach których są oni bogami). Ze względu na swoje oddanie i poświęcenie mężowi Anasuja znana jest również jako Sati (dewanagari सती, trl. satī, tłum. całkowicie poświęcona lub oddana).

## Test wierności i czystości małżeńskiej
Pewnego razu gdy mędrca Atri nie było a Anasuja była sama w aśramie przybyła do niej, ukryta pod postacią braminów, Boska Trójca (Trimurti) Brahma, Wisznu i Śiwa. Chcieli oni zbadać jak bardzo Anasuja jest oddana swemu mężowi. Poprosili ją o bhiksza (dewanagari भिक्षा, trl. bhikṣā ang. bhiksha), czyli jedzenie dla żebrzących sadhu. Jednakże postawili jeden warunek - Anasuja miała obsługiwać ich bez jakiegokolwiek odzienia. Według tradycji kobieta mogła być rozebrana tylko w obecności dziecka nie tracąc przy tym swojej godności. Anasuja dzięki mocy nabytej poprzez oddanie swojemu mężowi rozpoznała Boską Trójcę i zaakceptowała warunek postawiony przez wędrownych braminów. Jednak aby nie utracić swej godności zamieniła ich w małe dzieci i będąc nago wykarmiła je. Trzech bogów zostało uwięzionych przez Anasuję w dziecięcych ciałach i nie mogli powrócić do swoich siedzib.

Na pomoc swoim mężom do aśramu mędrca Atri przybyły żony bogów - Saraswati, Lakszmi i Parwati prosząc aby Anasuja przywróciła ich do pierwotnej dorosłej formy. Anasuja wysłuchała prośby trzech bogiń i przywróciła ich mężów do wcześniejszej postaci.

Gdy bogowie powrócili do swych oryginalnych form zapytali Anasuję czy ma jakieś życzenie, które mogą dla niej spełnić. Ona odpowiedziała, że "gdy opiekowałam się wami pod postacią dzieci, to obudził się we mnie instynkt macierzyński. Chwiałabym abyście urodzili się jako moi synowie." Bogowie udzielili swego błogosławieństwa Anasuji i w przyszłości urodziła ona syna Dattatreję (dewanagari दत्तात्रेय, trl. dattātreja, ang. Dattatreya, tłum. Datta=dany Atreja=Atri czyli: ten który został dany Atri), który był wcieleniem Trimurti.

## Rama odwiedza Atri i Anasuję
Gdy Rama, podczas swojego czternastoletniego pobytu w lesie, wędrował ze swojej dotychczasowej siedziby na zboczach góry Ćitrakuta (dewanagari चित्रकूट, trl. citrakūṭa, ang. Chitrakuta lub Chitrakoot) w kierunku lasu Dandaka (dewanagari दंडक), zatrzymał się w aśramie mędrca Atri i jego żony Anasuji. Oboje bardzo serdecznie przywitali swoich gości Ramę, jego żonę Sitę i brata Ramy Lakszmana. Rama wychwalał zalety Anasuji i pytał o rady dotyczące kobiecości i oddania swojemu mężowi. Sita spędzała czas z Anasują i uczyła się od niej o obowiązkach i oczekiwaniach idealnej małżonki. Anasuja podarowała Sicie boskie szaty jakie otrzymała od Indry, które nigdy się nie gniotły, zawsze wyglądały jak nowe i posiadały bogate ozdoby. Sita w tych szatach zawsze wyglądała olśniewająco.

Była matką mędrców (ryszich) – Dattatreji, Ćandry i Durwasy (dewanagari दुर्वास, trl. durvāsa, ang. Durvasa znany również jako Krysznatreja lub Krysznatre).

Anasuja był także przyjaciółką Śakuntali (dewanagari शकुन्तला, trl. śakuntalā, ang. Shakuntala).